# Vřetenní kost
Vřetenní kost (latinsky: radius) patří mezi kosti horní končetiny člověka.
Vřetenní kost je součástí předloktí na jeho palcové straně. Je to dlouhá kost, na které rozlišujeme tělo corpus, dva konce (proximální a distální) a mezikostní hranu,(margo interosseus)
- Tělo vřetenní kosti (corpus radii) – na průřezu má trojúhelníkový tvar, má tři hrany; margo anterior, margo posterior, které jsou zaoblené a margo interosseus, která je ostrá a namířená proti loketní kosti (ulna). Vřetenní kost má tři plochy (facies anterior), na které je foramen nutricium a proximálně pokračuje do canales nutricius, facies posterior a facies lateralis. Na hranici s proximálním koncem vřetenní kosti je mohutný hrbol (tuberositas radii), proximálně od něj je kost zúžena do krčku (collum radii).
- Proximální konec vřetenní kosti (extremitas superior nebo epiphysis proximalis) – tvoří jej hlava (caput radii), jejíž proximální plocha je konkávní a tvoří ji fovea capitis radii. Po svém obvodu má válcovou kloubní plošku (circumferentia articularis radii), kterou se spojuje s incisura radialis na loketní kosti.
- Distální konec vřetenní kosti (extremitas inferior nebo epiphysis distalis) je zesílený a rozšířený; radiálním směrem vybíhá do processus styloideus radii. Na ulnární straně je zářez (incisura ulnaris), a tato strana nese kloubní plochu pro spojení s loketní kostí. Distálně je kloubová plocha (facies articularis carpea), pro spojení s kůstkami zápěstí.

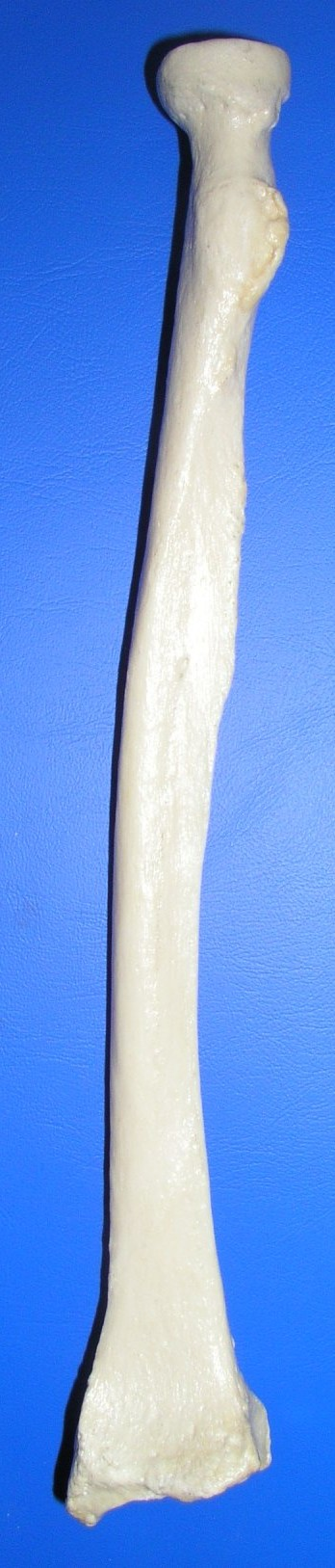
Přední strana
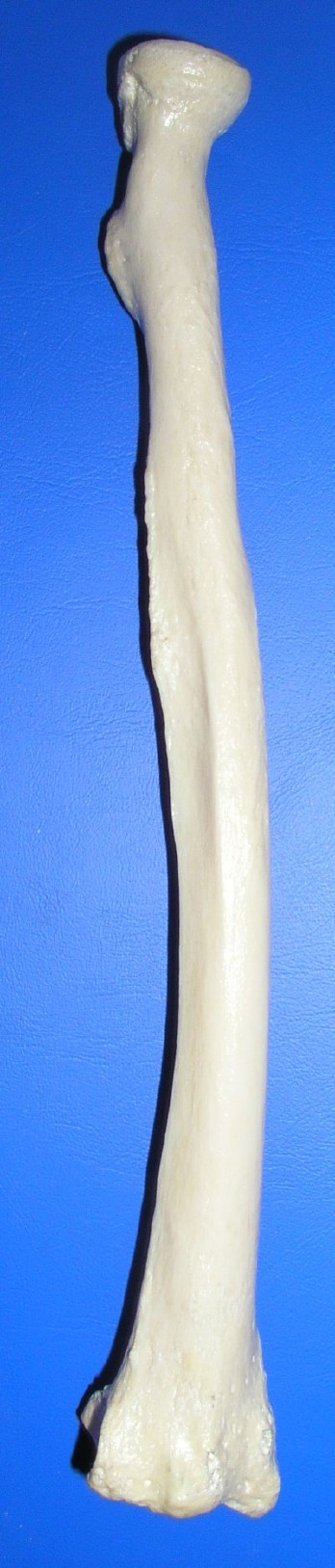
Zadní strana